# 120 Tableaux du Rijksmuseum

120 Tableaux du Rijksmuseum est un guide touristique comprenant des photos en noir et blanc d'une sélection de peintures conservées au Rijksmuseum  d'Amsterdam. Il a été publié dans les années 1950-1990. 
Cette sélection fut dressée pour l'essentiel par le directeur de l'époque, David Röell. La peinture « Paysage fluvial avec vue sur Herwen et Aerdt dans le Gelderland » de Salomon Van Ruysdael fut restituée aux héritiers de Jacques Goudstikker en 2006 et se trouve actuellement dans la collection du National Gallery of Art de Washington. Les autres œuvres se trouvent dans les collections du Musée d'Amsterdam et du Rijksmuseum.

## Liste des illustrations
| Tableau | Titre | Date    | Attribution                              | ID      |
| ------- | --- | ------- | ---------------------------------------- | ------- |
|         | La Sainte Parenté | 1495    | Geertgen tot Sint Jans                   | 950     |
|         | L'Adoration des Mages |         | Geertgen tot Sint Jans                   | 950A1   |
|         | Les sept œuvres de miséricorde | 1504    | Maître d'Alkmaar                         | 1538B1  |
|         | L'Adoration des Mages |         | Jan Mostaert                             | 1674    |
|         | La Vierge et l'Enfant avec Quatre Saintes Vierges |         | Maître de la Virgo inter Virgines        | 1538V1  |
|         | La mort de la Vierge | 1500    | Maître de l' Amsterdam Mort de la Vierge | 1538D1  |
|         | Triptyque avec la Vierge et l'Enfant et saints (panneau central), le donateur avec St Martin (aile gauche intérieur), l'épouse du donneur avec St Cunera (aile droite intérieure) et l'Annonciation (ailes extérieures) |         | Maître de Delft                          | 1538L1  |
|         | tableau commémoratif | 1500    | Maître du Spes Nostra                    | 1538T1  |
|         | La Crucifixion |         | Jacob Cornelisz van Oostsanen            | 723     |
|         | Salomé avec la tête de Jean-Baptiste | 1524    | Jacob Cornelisz van Oostsanen            | 722A2   |
|         | Christ prenant congé de sa Mère |         | Cornelis Engebrechtsz                    | 905A1   |
|         | La vocation de Saint Anthony | 1530    | Lucas van Leyden                         | 1452    |
|         | La résurrection de Lazare |         | Aartgens                                 | 1449D1  |
|         | Marie-Madeleine | 1530    | Jan van Scorel                           | 2189    |
|         | Aile d'un triptyque avec l'Érythrée Sibylle Gauche (aile extérieure, aile intérieure est donneur Matelief Dammasz et St Paul)                                                                                           | 1564    | Maarten van Heemskerck                   | 1127    |
|         | L'adoration des bergers |         | Pieter Aertsen                           | 6       |
|         | Portrait de Sir Thomas Gresham, pendant de portrait d'Anne Fernely |         | Antonis Mor                              | 1673B1  |
|         | Portrait de Anne Fernely, pendant de portrait de Sir Thomas Gresham |         | Antonis Mor                              | 1673B2  |
|         | La compagnie du capitaine Dirck Jacobsz Rosecrans et lieutenant Pauw | 1588    | Cornelis Ketel                           | 1330    |
|         | Trois Regentesses et la « Maison Mère » de l'asile de lépreux Amsterdam | 1624    | Werner van den Valckert                  | 2351    |
|         | Paysage avec ruines, les bovins et les cerfs |         | Roelant Savery                           | 2138    |
|         | Paysage d'hiver (Avercamp) | 1608    | Hendrick Avercamp                        | 392     |
|         | Les bovins à ferry | 1622    | Esaias van de Velde                      | 2452    |
|         | La fête en plein air | 1627    | Dirck Hals                               | 1082    |
|         | Joyeuse compagnie | 1618    | Willem Pietersz. Buytewech               | 668B1   |
|         | Portrait de mariage d'Isaac Massa et Beatrix Van der Laen | 1622    | Frans Hals                               | 1084    |
|         | Portrait de Nicolaes Hasselaer (1593-1635) | 1635    | Frans Hals                               | 1089    |
|         | Joyeux Buveur | 1627    | Frans Hals                               | 1091    |
|         | Portrait d'homme | 1660    | Frans Hals                               | 1091A1  |
|         | Portrait de Maritge Claesdr. Voogt (....-1644) | 1639    | Frans Hals                               | 1088    |
|         | Femme à la Virginal |         | Jan Miense Molenaer                      | 1635    |
|         | Portrait d'une jeune fille en bleu | 1641    | Jan Cornelisz. Verspronck                | 2536A1  |
|         | L'ancien hôtel de ville à Amsterdam | 1657    | Pieter Jansz. Saenredam                  | 2099A1  |
|         | Intérieur de la Sint-Odulphuskerk Assendelft | 1649    | Pieter Jansz. Saenredam                  | 2100    |
|         | Moulin de Wijk de Duurstede | 1670    | Jacob van Ruisdael                       | 2074    |
|         | Paysage avec une cascade | 1668    | Jacob van Ruisdael                       | 2075    |
|         | Paysage avec ferry | 1649    | Salomon van Ruysdael                     | 2083A4  |
|         | Vue de Haarlem du Nord-Ouest, avec les champs de blanchiment |         | Jacob van Ruisdael                       | 2071    |
|         | Pieter Schout à cheval | 1660    | Thomas de Keyser                         | 1350    |
|         | Moulin à eau | 1664    | Meindert Hobbema                         | 1187    |
|         | Un moulin à eau | 1664    | Meindert Hobbema                         | 1188    |
|         | Paysage avec deux chênes | 1641    | Jan van Goyen                            | 990     |
|         | Les voyageurs au repos | 1671    | Adriaen van Ostade                       | 1818    |
|         | Les paysans dans un intérieur « Les patineurs » | 1650    | Adriaen van Ostade                       | 1820A1  |
|         | Banquet à la Guilde des Arbalétriers de Célébration du traité de Münster | 1648    | Bartholomeus van der Helst               | 1135    |
|         | Vue sur la rivière au clair de lune |         | Aernout van der Neer                     | 1720A2  |
|         | Deux chevaux dans les pâturages avec une clôture | 1649    | Paulus Potter                            | 1911    |
|         | Vaches dans un pré près d'une ferme | 1653    | Paulus Potter                            | 1915    |
|         | La Prophétesse Anne | 1631    | Rembrandt                                | 2024A1  |
|         | Lamentations de Jérémie sur la destruction de Jérusalem | 1630    | Rembrandt                                | 2024A5  |
|         | Joseph racontant ses rêves à ses parents et ses frères | 1633    | Rembrandt                                | 2024A7  |
|         | Portrait de Maria Trip | 1639    | Rembrandt                                | 2022    |
|         | La Ronde de nuit | 1642    | Rembrandt                                | 2016    |
|         | La Leçon d'anatomie du Docteur Joan Deyman | 1656    | Rembrandt                                | 2018    |
|         | Le Syndic de la guilde des drapiers | 1662    | Rembrandt                                | 2017    |
|         | La Fiancée juive | 1667    | Rembrandt                                | 2019    |
|         | Le Pont de pierre | 1637    | Rembrandt                                | 2020    |
|         | Vallée de la rivière |         | Hercules Seghers                         | 2198B1  |
|         | Quatre régents et la « Maison Père » de l'asile de lépreux Amsterdam | 1624    | Ferdinand Bol                            | 552A1   |
|         | Isaac bénit Jacob | 1638    | Govert Flinck                            | 927     |
|         | Portrait d'Abraham de Potter | 1649    | Carel Fabritius                          | 920     |
|         | Portrait de Willem van der Helm (ca 1625-1675). Architecte municipal de Leiden, avec sa femme Belytgen Cornelisdr van de Schelt et leur fils Leendert                                                                   |         | Barent Fabritius                         | 919     |
|         | Vieille femme en prière, connu sous le nom « La prière sans fin » | 1656    | Nicolaes Maes                            | 1501    |
|         | Portrait d'Ernest de Beveren, Seigneur de l'Ouest-IJsselmonde et De Lindt | 1685    | Aert de Gelder                           | 966B6   |
|         | La Mairie sur la place du Dam, Amsterdam | 1672    | Gerrit Adriaenszoon Berckheyde           | 483     |
|         | L'église de Saint-Séverin à Cologne dans un cadre fictif |         | Jan van der Heyden                       | 1170    |
|         | Le Dam, Amsterdam | 1668    | Jan van der Heyden                       | 1174    |
|         | Le coup de canon | 1680    | Willem Van de Velde le Jeune             | 2478    |
|         | L'IJ avant Amsterdam | 1686    | Willem Van de Velde le Jeune             | 2469    |
|         | La chaloupe du gouvernement saluée par la flotte | 1650    | Jan van de Cappelle                      | 681     |
|         | Nature morte avec cruche d'argent |         | Willem Kalf                              | 1320    |
|         | Intérieur d'une église gothique protestante |         | Emanuel de Witte                         | 2697    |
|         | Portrait de Helena van der Schalcke | 1648    | Gerard ter Borch                         | 573     |
|         | L'exhortation paternelle | 1654    | Gerard ter Borch                         | 570     |
|         | La Ruelle | 1657    | Johannes Vermeer                         | 2527A2  |
|         | La Laitière | c. 1659 | Johannes Vermeer                         | 2527A1  |
|         | La Lettre d'amour | 1666    | Johannes Vermeer                         | 2528    |
|         | La Femme en bleu lisant une lettre | 1660    | Johannes Vermeer                         | 2527    |
|         | Femme avec un enfant dans un garde-manger | 1658    | Pieter de Hooch                          | 1248    |
|         | Les gens dans une cour derrière une maison | 1663    | Pieter de Hooch                          | 1251    |
|         | Une discussion confidentielle | 1661    | Quirijn van Brekelenkam                  | 626     |
|         | L'enfant malade | 1660    | Gabriel Metsu                            | 1556A3  |
|         | L'école de nuit |         | Gerrit Dou                               | 795     |
|         | Homme fumant une pipe | 1650    | Gerrit Dou                               | 791     |
|         | La malade |         | Jan Steen                                | 2246    |
|         | La fête de Saint-Nicolas | 1665    | Jan Steen                                | 2237    |
|         | Jour du Prince |         | Jan Steen                                | 2235    |
|         | L'adoration des bergers |         | Jan Steen                                | 2250A4  |
|         | Le Cheval Gris | 1646    | Philips Wouwerman                        | 2720    |
|         | Paysage italien | 1656    | Nicolaes Berchem                         | 468     |
|         | Groupe familial près d'une Clavecin | 1739    | Cornelis Troost                          | 2326A3  |
|         | Le jardin d'une maison à Amsterdam |         | Cornelis Troost                          | 2326A2  |
|         | Régents de l'hospice, 1729 | 1729    | Cornelis Troost                          | 2320    |
|         | Portrait de Pieter Cornelis Hasselaer (1720-1797) et sa famille | 1763    | George van der Mijn                      | 1698    |
|         | Portrait de Maria Henriette van de Pol, épouse de Willem Sautijn |         | Frans van der Mijn                       | 1697    |
|         | Un écrivain qui coupe sa plume | 1784    | Jan Ekels le Jeune                       | 887     |
|         | Dédicace de la construction de Felix Meritis (31 octobre 1788) |         | Adriaan de Lelie                         | 1434    |
|         | L'Entrée du parc de Saint-Cloud, Paris | 1809    | Pieter Rudolph Kleijn                    | 1351    |
|         | Le Raampoortje à Amsterdam | 1809    | Wouter Johannes van Troostwijk           | 2331    |
|         | Le Canal près de 's-Graveland | 1818    | Pieter van Os                            | 1809A2  |
|         | Une rue dans la vieille partie de Batavia | c. 1870 | Jan Weissenbruch                         | 2624A1  |
|         | Le canal Trekvliet près de Rijswijk, connu comme le «Vue près du pont Geest ' | 1868    | Johan Hendrik Weissenbruch               | 2624    |
|         | Sacristie de l'église de St Stephen à Nimègue |         | Johannes Bosboom                         | 584A5   |
|         | Une jeune femme | 1863    | August Allebé                            | 12      |
|         | La Nieuwe Haarlemse Sluis sur le Singel, Connu comme «Souvenir d'Amsterdam ' | 1871    | Matthijs Maris                           | 1519B4  |
|         | Nourrir les poulets | 1866    | Jacob Maris                              | 1518A5  |
|         | Arrivée des bateaux | 1884    | Jacob Maris                              | 1518A20 |
|         | Portrait de Louis Jacques Veltman (1817-1907). Acteur | 1893    | Jozef Israëls                            | 1287    |
|         | Promenade matinale à cheval sur la plage. | 1885    | Anton Mauve                              | 1533A14 |
|         | Midi sur le site de construction sur le Van Diemenstraat à Amsterdam | 1897    | George Hendrik Breitner                  | 622A6   |
|         | Fille en kimono blanc | 1894    | George Hendrik Breitner                  | 622A9   |

## Écoles étrangères
| Tableau | Titre                                                                  | Date    | Attribution                 | ID     |
| ------- | ---------------------------------------------------------------------- | ------- | --------------------------- | ------ |
|         | Helena Fourment (1614-1673). La seconde épouse de l'artiste            |         | Pierre Paul Rubens          | 2067   |
|         | Le portement de la croix                                               |         | Pierre Paul Rubens          | 2065   |
|         | Portrait de Nicolaes van der Borght. Merchant d'Anvers                 |         | Antoine van Dyck            | 856    |
|         | Portrait du prince Guillaume d'Orange et sa future épouse Marie Stuart | 1641    | Antoine van Dyck            | 857    |
|         | Vierge d'humilité                                                      | 1440    | Fra Angelico                | 17B1   |
|         | Femme debout au bord de l'eau (Ariane à Naxos)                         | c. 1520 | Girolamo dai Libri          | 682B1  |
|         | Portraits de Giuliano et Francesco da Sangallo Giamberti               |         | Piero di Cosimo             | 1875B2 |
|         | Portrait d'une jeune femme tourné vers la gauche                       |         | Giovanni Ambrogio de Predis | 1920B1 |
|         | Christ avec la femme adultère                                          | 1550    | Tintoretto                  | 2302E2 |
|         | Le Casino                                                              |         | Pietro Longhi               | 1481B1 |
|         | Christ sur la Croix                                                    |         | El Greco                    | 1001B1 |
|         | Portrait de Don Ramón Satué                                            | 1823    | Francisco Goya              | 988B1  |